# スペシャル音楽館
『スペシャル音楽館』（スペシャルおんがくかん）は、1995年7月5日から同年9月20日までテレビ東京系列局で放送されていたテレビ東京製作の音楽番組である。放送時間は毎週水曜 21:00 - 21:54 （日本標準時）。

## 概要
前番組『住宅バラエティー 我が家・大作戦!』の早期打ち切りに伴い、1995年秋の改編までのつなぎ番組として放送された。番組の終了後、それまで土曜22:00枠で放送されていた『クイズ赤恥青恥』がこの時間帯へ移動してきた。

## サブタイトル
1. 阪神大震災から半年 歌・仲間！
2. 昭和40年代思い出のヒット曲集
3. シャ乱Q VS スタレビ 松雪泰子7組初共演
4. 艶やか三人娘大いに歌う
5. テレサ・テンが残した未発売曲を初公開＆名曲集
6. 懐かしデュエットソング決定版
7. 80年代ベスト30！
8. ゆかいな仲間達とおしゃべり大爆笑
9. 70年代フォーク集
10. 加山雄三デビュー35周年
11. 森高千里新曲初公開

参考：『朝日新聞』朝日新聞社、1995年7月5日 - 9月20日付のテレビ欄。
| テレビ東京系列 水曜21:00枠                                          | テレビ東京系列 水曜21:00枠                        | テレビ東京系列 水曜21:00枠                                         |
| 前番組                                                              | 番組名                                            | 次番組                                                             |
| ------------------------------------------------------------------- | ------------------------------------------------- | ------------------------------------------------------------------ |
| 住宅バラエティー 我が家・大作戦! （1994年10月19日 - 1995年6月28日） | スペシャル音楽館 （1995年7月5日 - 1995年9月20日） | クイズ赤恥青恥 （1995年10月 - 2000年12月） 【土曜22:00枠から移動】 |

| スタブアイコン | サブスタブ | この項目は、まだ閲覧者の調べものの参照としては役立たない、テレビ番組に関連した書きかけの項目です。この項目を加筆・訂正などしてくださる協力者を求めています（P:テレビ/PJ:放送または配信の番組）。 |